# La Reixa
La Reixa fou la primera organització armada que va aparèixer a Catalunya a principis del segle xx, constituint-se com a associació catalanista el 24 d'octubre de 1901.
La Reixa apareix inicialment després dels incidents de l'11 de setembre de 1901, on van ser detingudes una trentena de persones que van portar una corona de flors a la figura de Rafael Casanova, amb l'objectiu d'ajudar els represaliats per les commemoracions de l'11 de setembre o per propaganda catalanista. Posteriorment, el 1936, amb motiu de l'inici de la guerra civil donaren la seva recaptació d'aquell any a les milícies antifeixistes.
La comissió directiva estava formada en els seus inicis per:
- President: Josep Maria Folch i Torres
- Vicepresident: Joan Baptista Fonta i Manau
- Tresorer: Josep Bas i Gich
- Secretaris:
  - Joaquim Horta
  - Xavier de Zengotita Bayona
- Vocals:
  - Josep Viadiu
  - Francesc Vinyals

Aquesta fou una entitat poc coneguda però reivindicada pels independentistes com la primera organització armada del segle passat. La Reixa va ser una organització benèfica l'aparició pública de la qual fou l'11 de setembre de 1904 però que tingué una actuació purament activista a l'intervenir en enfrontaments clarament armats. Amb La Reixa es va començar a teoritzar que per aconseguir l'alliberament nacional de Catalunya calia passar per la lluita armada. Alhora, aquesta organització començà a considerar el País Valencià com a germà en aquesta lluita. Era vinculada tant a Unió Catalanista com a l'Aplec Catalanista.
Aquesta organització es va emmirallar en els moviments independentistes filipí i cubà els quals, en el 1898, van aconseguir la independència del Regne d'Espanya.